# Тунбергия прямостоячая
Тунбергия прямостоячая (лат. Thunbergia erecta) — красивоцветущий кустарник, вид рода Тунбергия (Thunbergia) семейства Акантовые (Acanthaceae). Используется как декоративное растение, в регионах с холодным климатом может выращиваться в комнатной культуре. Выведено несколько декоративных форм с другими окрасами.

## Описание
Вечнозеленый кустарник высотой до 1 м. Побеги тонкие, длинные, четырёхгранные, поникающие, легко приобретают форму полулианы.
Листья простые, сидячие или на коротких черешках, длиной 5–7 см, темно-зелёного цвета, листовая пластинка яйцевидной формы с заострённой верхушкой, супротивные или сросшиеся по три. Край листа волнистый или слегка зазубренный.
Цветки длиной от 5 до 7,5 см, цвет варьируется от бледного до тёмно-фиолетового.

## Ареал
Аборигенный вид Западной Африки. Растение произрастает в лесной зоне, простирающейся от Гвинеи-Бисау до Западного Камеруна, что указывает на его близость к тропическому климату. Со временем тунбергия прямостоячая была завезена и прижилась в других регионах мира, что отражает её высокую адаптивность.

## Синонимы
По данным GBIF на март 2024 г в синонимику вида входят следующие названия:
- ≡ Meyenia erecta Benth.
- = Thunbergia ikbaliana De Wild.
- = Thunbergia mestdaghi De Wild.